# Pyrénées-Atlantiques
Pyrénées-Atlantiques (64) is een Frans departement, gelegen in de regio Nouvelle-Aquitaine. Het Franse deel van Baskenland bevindt zich binnen dit departement, waar een minderheid het Baskisch spreekt. In de rest van het departement wordt ook Gascons-Occitaans gesproken.

## Geschiedenis
Het departement was een van de 83 departementen die werden gecreëerd tijdens de Franse Revolutie, op 4 maart 1790 door uitvoering van de wet van 22 december 1789, uitgaande van een deel van de provincie Guyenne (Béarn en Frans-Baskenland).
De oude naam Basses-Pyrénées (Lage Pyreneeën) werd op 10 oktober 1969 vervangen door de naam Pyrénées-Atlantiques (Atlantische Pyreneeën). Het departement was onderdeel van de regio Aquitaine tot die op 1 januari 2016 werd opgeheven.

## Geografie
Het departement Pyrénées-Atlantiques maakt deel uit van de regio Aquitanië. Het grenst aan de departementen Landes, Gers en de Hautes-Pyrénées. Het departement grenst daarnaast aan Spanje.
Ten westen bevindt zich de Atlantische Oceaan.
Pyrénées-Atlantiques bestaat uit drie arrondissementen:
- Bayonne
- Oloron-Sainte-Marie
- Pau

Pyrénées-Atlantique bestaat uit 27 kantons:
- Kantons van Pyrénées-Atlantiques

Pyrénées-Atlantique bestaat uit 547 gemeenten:
- Lijst van gemeenten in het departement Pyrénées-Atlantiques

## Demografie

### Demografische evolutie sinds 1962
| Naam                 | Index 1962 | Index 1968 | Index 1975 | Index 1982 | Index 1990 | Index 1999 | Index 2008 | Index 2019 |
| -------------------- | ---------- | ---------- | ---------- | ---------- | ---------- | ---------- | ---------- | ---------- |
| Pyrénées-Atlantiques | 100,0      | 109,2      | 114,7      | 119,2      | 124,1      | 128,7      | 138,9      | 146,4      |
| Frankrijk*           | 100,0      | 107,1      | 113,3      | 117,0      | 121,9      | 126,0      | 133,8      | 140,1      |

| Naam                 | Inw./Km² 1962 | Inw./km² 1968 | Inw./km² 1975 | Inw./km² 1982 | Inw./km² 1990 | Inw./km² 1999 | Inw./km² 2008 | Inw./km² 2019 |
| -------------------- | ------------- | ------------- | ------------- | ------------- | ------------- | ------------- | ------------- | ------------- |
| Pyrénées-Atlantiques | 61,0          | 66,5          | 69,9          | 72,7          | 75,7          | 78,5          | 84,7          | 89,3          |
| Frankrijk*           | 84,2          | 90,1          | 95,4          | 98,5          | 102,7         | 106,1         | 112,7         | 119,7         |

Frankrijk* = exclusief overzeese gebieden
Bron: Recensement Populaire INSEE - 1962 tot 1999 population sans doubles comptes, nadien Population Municipale
Op 1 januari 2022 had Pyrénées-Atlantiques 699.473 inwoners.

### De 10 grootste gemeenten in het departement
| #  | Gemeente            | Aantal inwoners (2022) |
| -- | ------------------- | ---------------------- |
| 1  | Pau                 | 78.620                 |
| 2  | Bayonne             | 53.312                 |
| 3  | Anglet              | 42.288                 |
| 4  | Biarritz            | 25.810                 |
| 5  | Hendaye             | 18.074                 |
| 6  | Saint-Jean-de-Luz   | 14.690                 |
| 7  | Billère             | 14.037                 |
| 8  | Lons                | 13.708                 |
| 9  | Oloron-Sainte-Marie | 10.658                 |
| 10 | Urrugne             | 10.594                 |

## Afbeeldingen

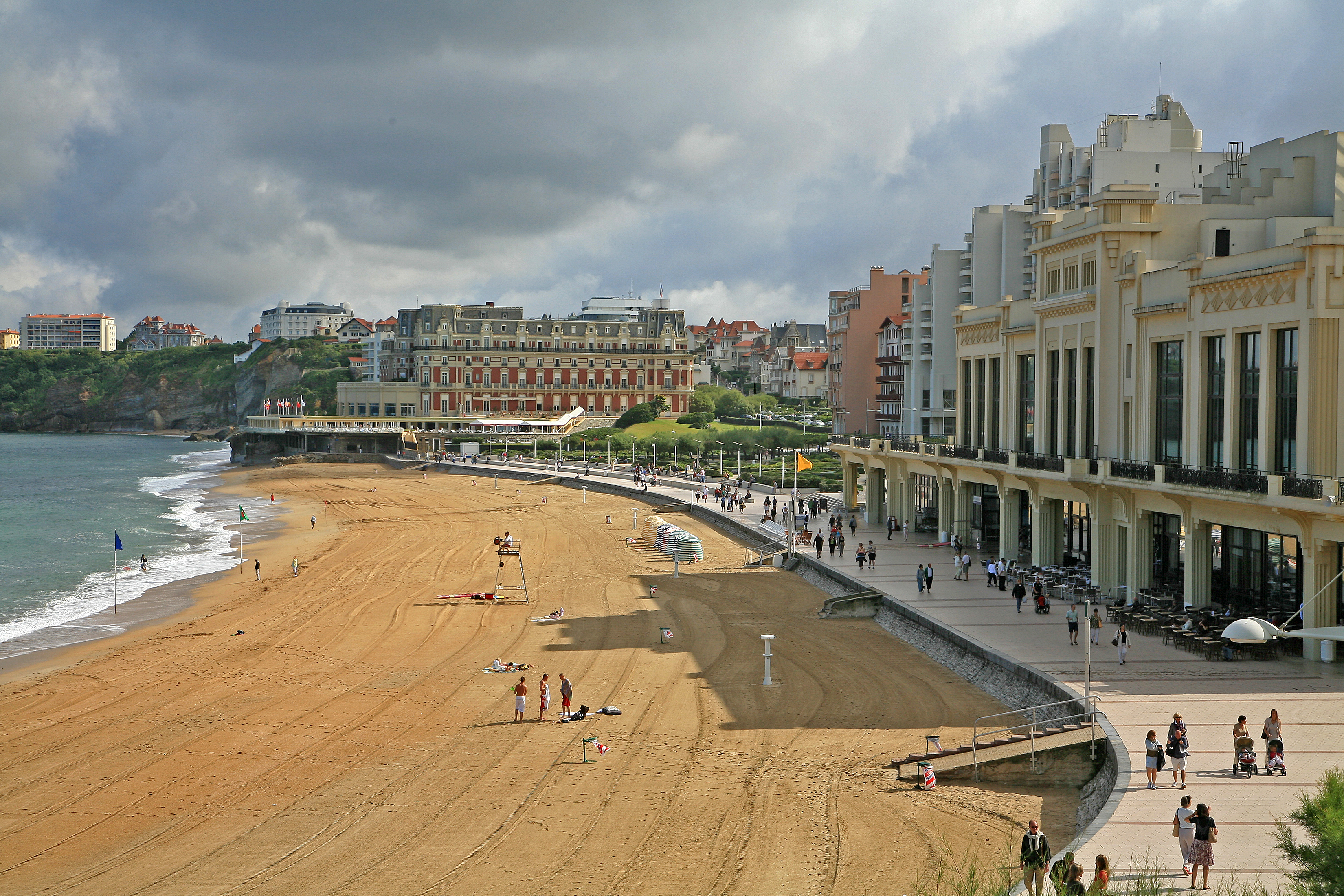
Biarritz
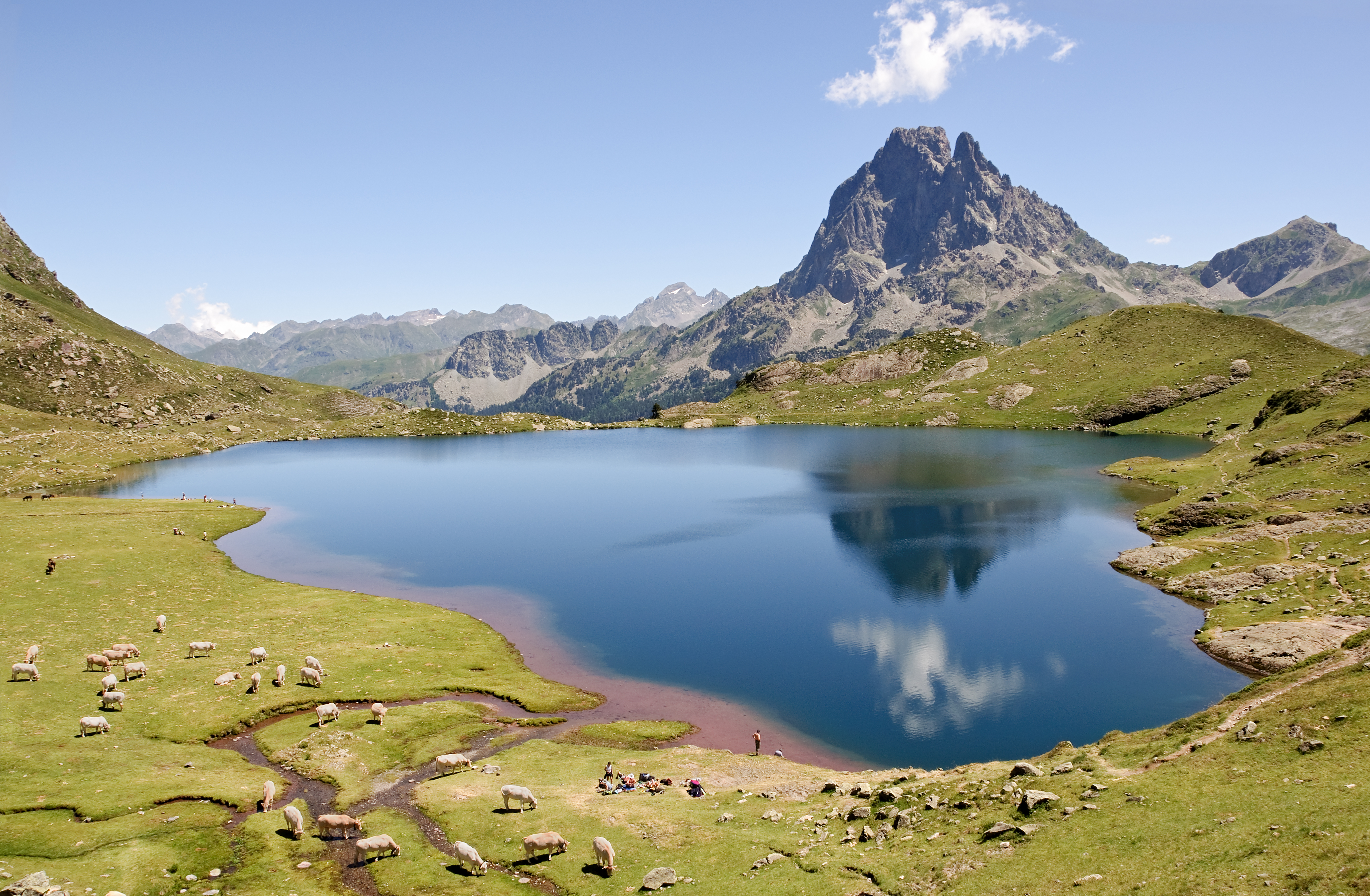
Pic du Midi d'Ossau
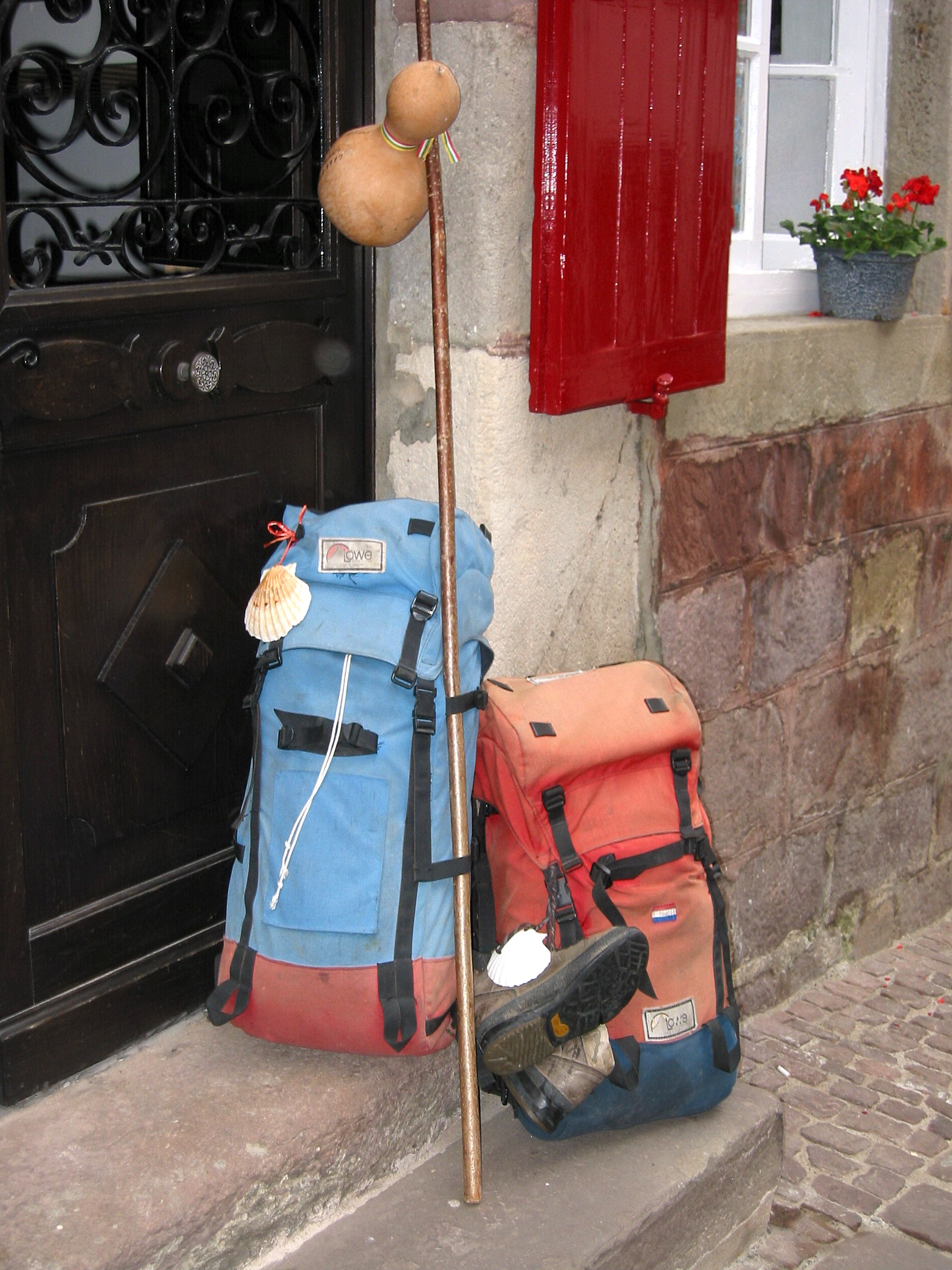
Rugzakken van pelgrims in Saint-Jean-Pied-de-Port
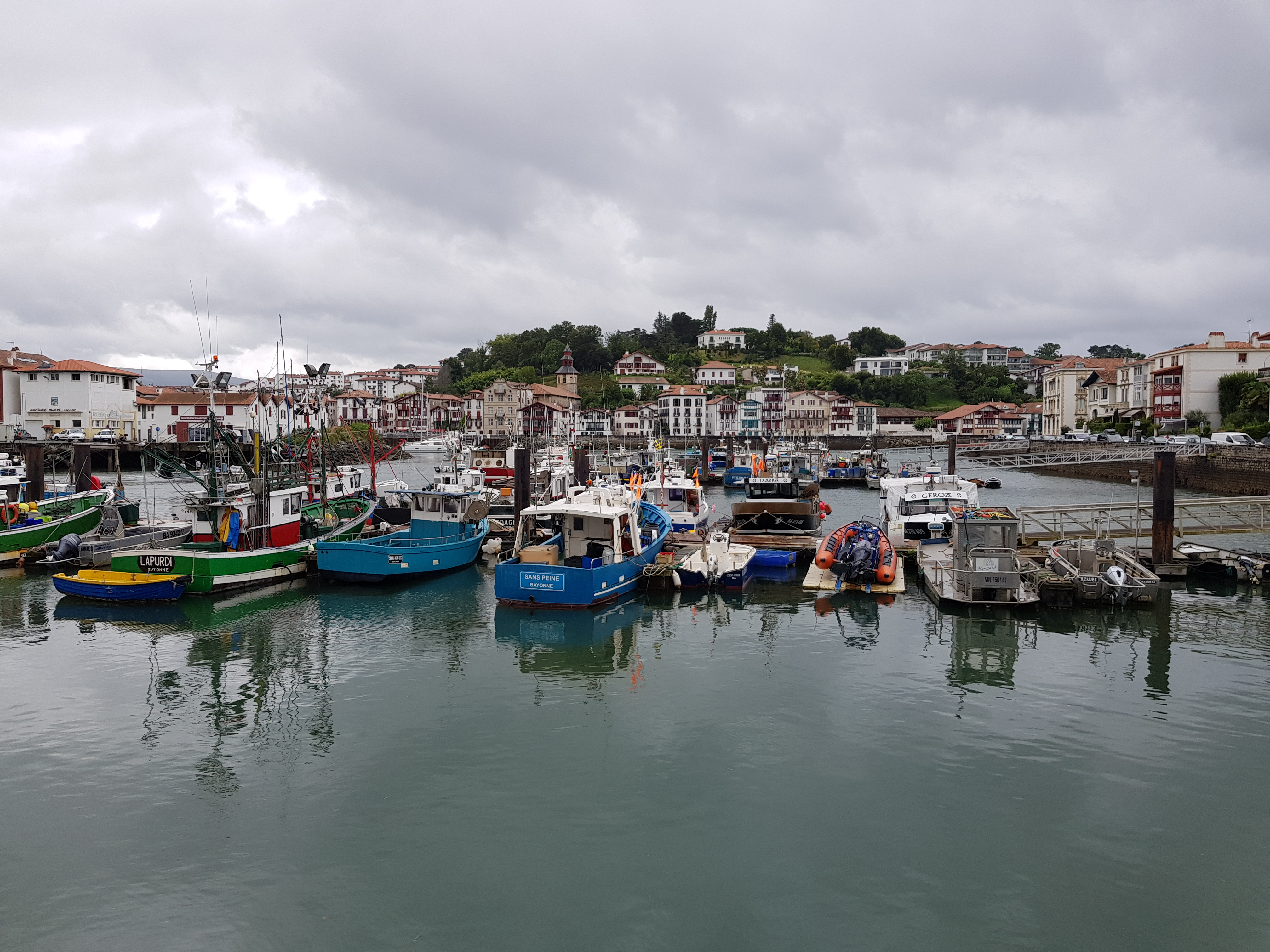
Saint-Jean-de-Luz
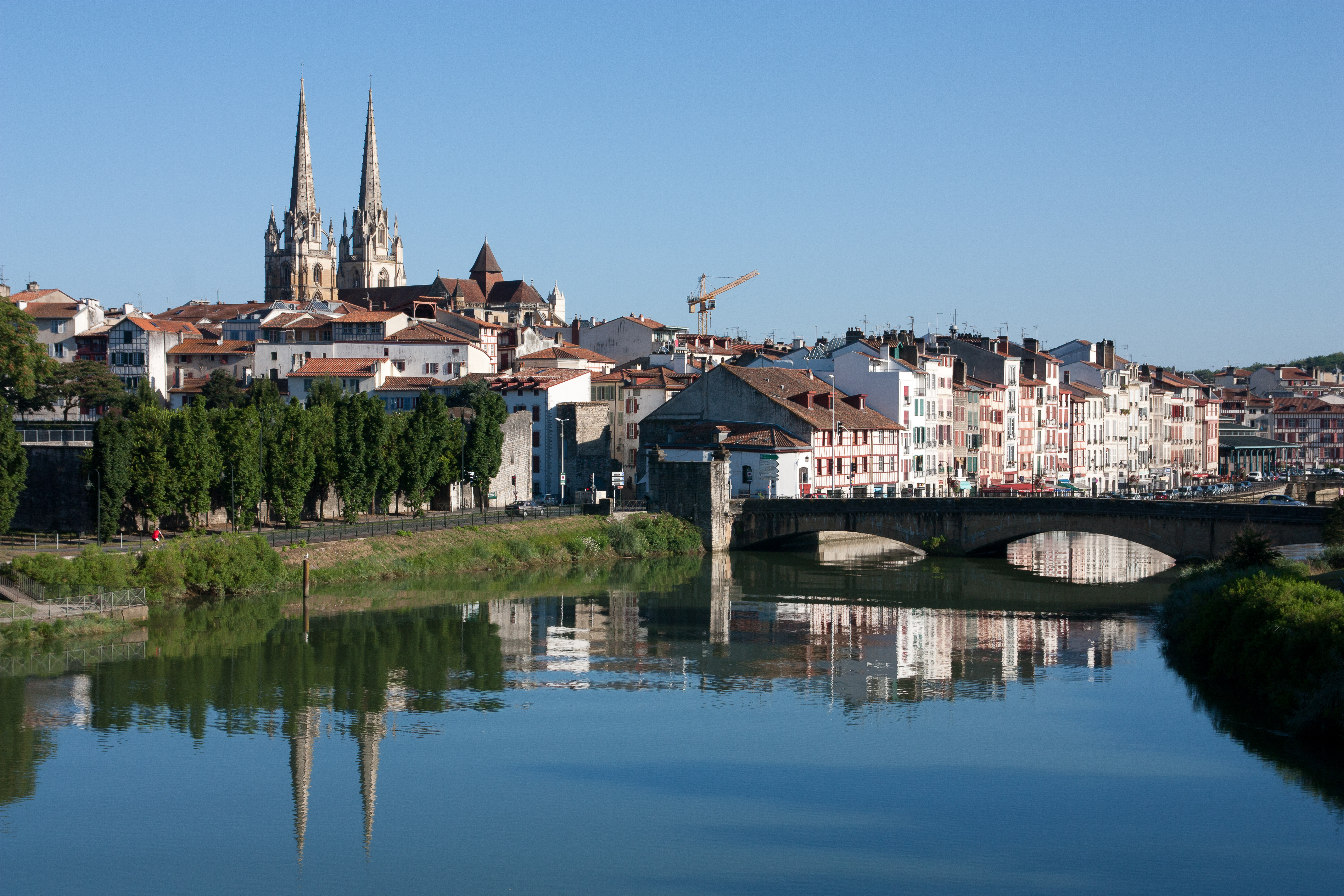
Bayonne